# Brandi Sherwood
Brandi Sherwood (Idaho Falls, 13 gennaio 1971) è una modella statunitense incoronata Miss USA 1997.

## Biografia
Ex-Miss Teen USA 1989, Brandi Sherwood viene incoronata Miss Idaho nel 1997, ottenendo la possibilità di rappresentare l'Idaho a Miss USA. In realtà la Sherwood era arrivata seconda, dietro Brook Lee. Tuttavia quando Lee viene incoronata Miss Universo 1997, il titolo di Miss USA passa automaticamente a Brandi Sherood. Ad oggi la Sherwood è l'unica concorrente ad aver vinto sia Miss Teen USA che Miss USA.
Dopo l'anno di regno, Brandi Sherwood ha lavorato come attrice, recitando in alcuni film fra cui Shark Zone del 2003, ed ha lavorato come valletta per The Price Is Right (edizione statunitense di Ok, il prezzo è giusto!) dal 2002 al 2009. Nel 1999 ha sposato l'attore Dean Cochran, dal quale nell'estate 2009 ha avuto due gemelli, ed ha dovuto rinunciare a continuare a lavorare in televisione.